# آندریف پوچینوک
آندریف پوچینوک (به لاتین: Andreyev Pochinok) یک منطقهٔ مسکونی در روسیه است که در استان آرخانگلسک واقع شده‌است.